# Pep Anton Muñoz
Pep Anton Muñoz, all'anagrafe Josep Antón Muñoz David (Barcellona, 5 agosto 1956), è un attore e doppiatore spagnolo, noto per aver interpretato il ruolo del Detective Horacio Ayala nella serie Grand Hotel - Intrighi e passioni (Gran Hotel) e per quello di Enrique Gutiérrez nella soap Sei sorelle (Seis hermanas).

## Biografia
Pep Anton Muñoz è nato il 5 agosto 1956 a Barcellona (Spagna) ed ha un fratello che si chiama Óscar Muñoz.

## Carriera

### Carriera di recitazione
Pep Anton Muñoz dagli anni '70 ha sviluppato una vasta carriera nel teatro di Barcellona, partecipando a commedie, drammi e musical. Le sue incursioni nel mondo del cinema sono state molto più limitate, anche se come doppiatore ha doppiato Hugh Grant, Kevin Bacon, Tim Roth, Billy Bob Thornton, Matthew Modine, James Woods, Christoph Waltz, tra gli altri.
Dagli anni '90 è diventato un volto popolare in Catalogna, grazie ai suoi ruoli da protagonista nelle serie TV3 Nissaga de poder, El cor de la ciutat e nell'ottava e ultima stagione della soap opera La Riera, nel ruolo di Gerard Vilalta, Pere Peris ed Emili Avellaneda Ramoneda, rispettivamente.
Dal 2011 al 2013 interpretato il ruolo del detective Horacio Ayala nella serie di Antena 3 Grand Hotel - Intrighi e passioni (Gran Hotel). Dal 2015 al 2017 ha interpretato il ruolo di Enrique Gutiérrez nella serie Sei sorelle (Seis hermanas). Nel 2019 e nel 2020 è entrato a far parte del cast della serie El nudo, nel ruolo di Alberto Becker. Nel 2020 ha ricoperto il ruolo del Dottor Ayala nella serie Alto mare (Alta mar).

### Carriera di doppiatore
Pep Anton Muñoz all'inizio degli anni '80 ha esordito nel doppiaggio, quando ha dovuto raddoppiare se stesso in un film; videro che aveva una facilità per raddoppiarsi e gli proposero di raddoppiare. In quel periodo, vista la mancanza di lavoro in altri mezzi interpretativi, decise di provare il doppiaggio, sviluppando una carriera di oltre trent'anni e molti lavori eccezionali. Doppia regolarmente Hugh Grant (per espressa scelta dell'attore britannico) e occasionalmente altri come James Woods, Stanley Tucci, Billy Bob Thornton, John Malkovich, Christoph Waltz, Tim Allen, Daniel Auteuil, Christian Clavier, Brad Dourif, Steve Buscemi, Tim Roth e, in versione catalana, classici come James Stewart o Jack Lemmon. È anche doppiatore regolare, in versione spagnola e catalana, di produzioni Disney (Il gobbo di Notre Dame, Hercules, Pippo, Genius) in cui interpreta sia il testo che le canzoni. Stanley Kubrick gli ha inviato una lettera, in cui si congratulava con lui per il suo lavoro di doppiaggio di Matthew Modine in Full Metal Jacket. Anche suo fratello, Óscar Muñoz, si dedica al doppiaggio ed è già un assiduo professionista di questo mestiere (Frodo ne Il Signore degli Anelli).

## Filmografia

### Attore

#### Cinema
- L'home ronyó, regia di Raúl Contel (1983)
- Crits sords, regia di Raúl Contel (1984)
- Vivir cada día (L'home ronyó), regia di Raúl Contel (1985)
- Crits sords, regia di Raúl Contel (1988)
- Monturiol, el senyor del mar, regia di Francesc Bellmunt (1993)
- Ni un pam de net, regia di Raimon Masllorens (1993)
- Jaume I, el Conquistador, regia di Antoni Verdaguer (1994)
- La ciudad de los prodigios, regia di Mario Camus (1998)
- Bienvenido a Farewell-Gutmann, regia di Xavi Puebla (2007)
- Henry IV, regia di Jo Baier (2008)
- Ens veiem demà, regia di Xavi Berraondo (2008)
- Henri 4, regia di Jo Baier (2010)
- Para Elisa, regia di Juanra Fernández (2012)
- Viaje a Surtsey, regia di Javier Asenjo e Miguel Ángel Pérez (2012)
- Un cuento de Navidad, regia di Silvia Quer (2013)
- Transeúntes, regia di Luis Aller (2015)
- Sólo química, regia di Alfonso Albacete (2015)

#### Televisione
- Terra d'escudella – serie TV, 2 episodi (1978)
- Quitxalla – serie TV, 3 episodi (1979-1981)
- Terra de quitxalla – serie TV, 1 episodio (1981)
- La Cucafera – serie TV, 1 episodio (1981)
- Teatre – serie TV (1984-1986)
- Galeria oberta – serie TV (1986)
- El 30 d'abril, regia di Orestes Lara e Pere Planella – film TV (1987)
- Amb la mosca al nas, regia di Ricard Reguant – film TV (1988)
- Titànic-92, regia di Pere Planella – film TV (1989)
- Mirandolina, regia di Ricard Reguant – film TV (1992)
- Allò que tal vegada s'esdevingué, regia di Eduard Cortés – film TV (1992)
- Estan tocant la nostra cançó, regia di Eduard Cortés e Ricard Reguant – film TV (1992)
- Agencia de viatges – serie TV, 14 episodi (1993)
- Dones i homes, regia di Antoni Verdaguer – film TV (1995)
- T'odio, amor meu, regia di Joan Lluís Bozzo e Lluís Maria Güell – film TV (1996)
- Cròniques de la veritat oculta – serie TV, 1 episodio (1997)
- Nissaga de poder – serie TV (1997-1998)
- Crims – serie TV, 1 episodio (2000)
- El cor de la ciutat – serie TV (2000-2009)
- Majoria absoluta – serie TV, 1 episodio (2004)
- Jet Lag – serie TV, 1 episodio (2005)
- Serrallonga – miniserie TV, 2 episodi (2008)
- Otra ciudad, regia di Sílvia Quer – film TV (2009)
- Ull per ull – miniserie TV, 2 episodi (2010)
- Barcelona, ciutat neutral – miniserie TV, 2 episodi (2011)
- Pop ràpid – serie TV (2011)
- La Trinca: biografia no autoritzada, regia di Joaquín Oristrell (2011)
- Grand Hotel - Intrighi e passioni (Gran Hotel) – serie TV, 39 episodi (2011-2013)
- Arròs covat – serie TV (2012)
- Un cuento de Navidad, regia di Sílvia Quer – film TV (2014)
- Isabel – serie TV (2014)
- Habitaciones cerradas – miniserie TV, 2 episodi (2015)
- Sei sorelle (Seis hermanas) – soap opera (2015-2017)
- La Riera – soap opera (2016-2017)
- La llum d'Elna, regia di Sílvia Quer – film TV (2017)
- Traición – serie TV (2017-2018)
- El nudo – serie TV, 13 episodi (2019-2020)
- Alto mare (Alta mar) – serie TV, 6 episodi (2020)

#### Cortometraggi
- Hercules DVD Read-Along (2002)

### Doppiatore

#### Cinema
- Top Gun, regia di Tony Scott (1986)
- Terminator, regia di James Cameron (1984)
- Breakfast Club (The Breakfast Club), regia di John Hughes (1985)
- Full Metal Jacket, regia di Stanley Kubrick (1987)
- Moonwalker, regia di Jerry Kramer, Colin Chilvers e Jim Blashfield (1988)
- Codice d'onore (A Few Good Men), regia di Rob Reiner (1992)
- Aladdin, regia di Alan Zaslove, Rob LaDuca, Bob Hathcock, Toby Shelton e Tad Stones (1992)
- L'incantesimo del lago (The Swan Princess), regia di Richard Rich (1994)
- Quattro matrimoni e un funerale (Four Weddings and a Funeral), regia di Mike Newell (1994)
- In viaggio con Pippo (A Goofy Movie), regia di Kevin Lima (1995)
- Four Rooms, regia di Allison Anders, Alexandre Rockwell, Robert Rodriguez e Quentin Tarantino (1995)
- Desperado, regia di Robert Rodriguez (1995)
- Casper, regia di Brad Silberling (1995)
- Ragione e sentimento (Sense and Sensibility), regia di Ang Lee (1999)
- Larry Flynt - Oltre lo scandalo (The People vs. Larry Flynt), regia di Miloš Forman (1996)
- Space Jam, regia di Joe Pytka (1996)
- Aladdin e il re dei ladri (Aladdin and the King of Thieves), regia di Tad Stones (1996)
- Una promessa è una promessa (Jingle All the Way), regia di Brian Levant (1996)
- Basquiat, regia di Julian Schnabel (1996)
- Hercules, regia di John Musker e Ron Clements (1997)
- Con Air, regia di Simon West (1997)
- Air Force One, regia di Wolfgang Petersen (1997)
- Il domani non muore mai (Tomorrow Never Dies), regia di Roger Spottiswoode (1997)
- Batman & Robin, regia di Joel Schumacher (1997)
- Shakespeare in Love, regia di John Madden (1998)
- Salvate il soldato Ryan (Saving Private Ryan), regia di Steven Spielberg (1998)
- A Bug's Life - Megaminimondo (A Bug's Life), regia di John Lasseter e Andrew Stanton (1998)
- Asterix & Obelix contro Cesare (Astérix y Obélix contra César), regia di Claude Zidi (1999)
- Il mondo non basta (The World Is Not Enough), regia di Michael Apted (1999)
- Stuart Little - Un topolino in gamba (Stuart Little), regia di Rob Minkoff (1999)
- Essere John Malkovich (Being John Malkovich), regia di Spike Jonze (1999)
- Mickey occhi blu (Mickey Blue Eyes), regia di Kelly Makin (1999)
- Notting Hill, regia di Roger Michell (1999)
- Il miglio verde (The Green Mile), regia di Frank Darabont (1999)
- Spider-Man 2, regia di Sam Raimi (1999)
- I Flintstones in Viva Rock Vegas (The Flintstones in Viva Rock Vegas), regia di Brian Levant (2000)
- Titan A.E., regia di Don Bluth e Gary Goldman (2000)
- Il gladiatore (Gladiator), regia di Ridley Scott (2000)
- Jurassic Park III, regia di Joe Johnston (2001)
- Il diario di Bridget Jones (Bridget Jones's Diary), regia di Sharon Maguire (2001)
- Asterix & Obelix - Missione Cleopatra (Astérix y Obélix: Misión Cleopatra), regia di Alain Chabat (2002)
- Stuart Little 2, regia di Rob Minkoff (2002)
- Il Signore degli Anelli - Le due torri (The Lord of the Rings: The Two Towers), regia di Peter Jackson (2002)
- Il ladro di orchidee (Adaptation), regia di Spike Jonze (2002)
- About a Boy - Un ragazzo (About a Boy), regia di Chris Weitz e Paul Weitz (2002)
- Two Weeks Notice - Due settimane per innamorarsi (Two Weeks Notice), regia di Marc Lawrence (2002)
- Il Signore degli Anelli - Il ritorno del re (The Lord of the Rings: The Return of the King), regia di Peter Jackson (2003)
- Prima ti sposo poi ti rovino (Intolerable Cruelty), regia di Joel ed Ethan Coen (2003)
- Big Fish - Le storie di una vita incredibile (Big Fish), regia di Tim Burton (2003)
- Love Actually - L'amore davvero (Love Actually), regia di Richard Curtis (2003)
- The Terminal, regia di Steven Spielberg (2004)
- Che pasticcio, Bridget Jones! (Bridget Jones: The Edge of Reason), regia di Beeban Kidron (2004)
- La guerra dei mondi (War of the Worlds), regia di Steven Spielberg (2005)
- Il regno di Ga'Hoole - La leggenda dei guardiani (Legend of the Guardians: The Owls of Ga'Hoole), regia di Zack Snyder (2006)
- Mission: Impossible III, regia di J. J. Abrams (2006)
- Decameron Pie (Virgin Territory), regia di David Leland (2007)
- Spider-Man 3, regia di Sam Raimi (2007)
- L'incredibile Hulk (The Incredible Hulk), regia di Louis Leterrier (2008)
- Burn After Reading - A prova di spia (Burn After Reading), regia di Joel ed Ethan Coen (2008)
- Mostri contro alieni (Monsters vs. Aliens), regia di Rob Letterman e Conrad Vernon (2009)
- Che fine hanno fatto i Morgan? (Did You Hear About the Morgans?), regia di Marc Lawrence (2009)
- Bastardi senza gloria (Inglourious Basterds), regia di Quentin Tarantino (2009)
- Captain America - Il primo Vendicatore (Captain America: The First Avenger), regia di Joe Johnston (2011)
- Transformers 4 - L'era dell'estinzione (Transformers: Age of Extinction), regia di Michael Bay (2014)
- Spectre, regia di Sam Mendes (2015)
- Mission: Impossible - Rogue Nation, regia di Christopher McQuarrie (2015)
- Alita - Angelo della battaglia (Alita: Battle Angel), regia di Robert Rodriguez (2019)

## Teatro

### Teatro originale
- El bon samarità di J. Abellán, diretto da Lluís Pasqual, Pere Planella e Fabià Puigserver, presso il teatro Grec di Barcellona (1976)
- Home amb blues, diretto da Guillem-Jordi Graells e Josep Montanyès, presso il teatro l'Escorpí-Teatre d'Horta di Barcellona (1977)
- Sueño de una noche de verano di William Shakespeare, presso il centro culturale della villa di Madrid (1978)
- Antígona di Salvador Espriu, diretto da Josep Montanyès, presso il teatro d'Horta di Barcellona (1979)
- Antoni i Cleopatra di William Shakespeare, diretto da Jordi Mesalles, presso il teatro Grec di Barcellona (1979)
- El mal de la joventut di Frank Wedekind, diretto da Jordi Mesalles, presso il teatro l'Institut di Barcellona (1979)
- L'armari en el mar di Joan Brossa e Carles Santos, diretto da Guillem-Jordi Graells e Fabià Puigserver, presso il teatro Lliure di Barcellona (1980)
- Un lloc entre els morts di Maria Aurèlia Capmany i Farnés, diretto da Josep Montanyès, presso il teatro Romea di Barcellona (1980)
- Hamlet di William Shakespeare, diretto da Pere Planella, con la compagnia di Enric Majó (1980)
- Mort accidental d'un anarquista di Dario Fo, diretto da Pere Planella, presso il teatro Regina, presso il teatro Villarroel e il teatro Martínez Soria di Barcellona e presso la sala Olimpia di Madrid (1981)
- La dama enamorada di Puig i Ferreter, diretto da Josep M. Segarra, presso il teatro l'Escorpí al Festival di Sitges (1982)
- Advertència per a embarcacions petites di Tennessee Williams, diretto da Carlos Gandolfo, presso il teatro Lliure di Barcellona (1983)
- Damunt l'herba di Guillem Jordi Graells, diretto da Pere Planella, presso il teatro Lliure di Barcellona (1986)
- El 30 d'abril di Joan Oliver i Sallarès, diretto da Pere Planella, presso il teatro Lliure di Barcellona (1987)
- Titànic-92 di Guillem Jordi Graells, diretto da Pere Planella, presso il teatro Lliure di Barcellona (1988)
- Portes comunicades di Alan Ayckbourn, diretto da Josep M. Mestres, presso il teatro Joventut (1996)
- Pat's Room di Núria Amat, presso il teatro Grec e la sala Beckett di Barcellona (1997)
- El florido pensil di Andrés Sopeña, diretto da Fernando Bernués, presso il teatro Poliorama di Barcellona (1997)
- Fuita di Jordi Galcerán, presso il teatro principale di Barcellona (1998)
- Cantonada Brossa di Joan Brossa, presso il teatro Lliure di Barcellona (1999)
- Sota el bosc lacti di Dylan Thomas, presso il teatro Grec di Barcellona (1999)
- Penjats de T. First, presso il teatro Villarroel di Barcellona (2000)
- L'augment di Georges Perec, presso il Teatreneu (2000)
- Sopar d'amics di D. Margulies, presso il teatro Apolo di Barcellona (2001)
- La filla del mar di Àngel Guimerà, diretto da Josep M. Mestres, presso il TNC (2002)
- Retorn al desert di Bernard-Marie Koltès, diretto da Carme Portaceli, presso il teatro Lliure di Barcellona (2003)
- Romeo e Giulietta di William Shakespeare, diretto da Josep M. Mestres, presso il teatro Lliure di Barcellona (2003)
- El tinent d'Inishmore di Martin McDonagh, diretto da Josep M. Mestres, presso il TNC di Barcellona (2003)
- Casa de nines di Henrik Ibsen, diretto da Rafael Durán, presso il TNC di Barcellona (2004)
- El professional di Dusan Kovacevic, diretto da Magda Puyo, presso il TNC di Barcellona (2005)
- Un fill, un llibre, un arbre di Jordi Silva, diretto da Antonio Calvo, presso il TNC di Barcellona (2007)
- La casa dels cors trencats di George Bernard Shaw, diretto da Josep Maria Mestres, presso il TNC di Barcellona (2009)

### Teatro musicale
- Home amb blues, diretto da Guillem-Jordi Graells-Josep Montanyès, presso il teatro l'Escorpí / La locomotora negra (1977)
- La bella Helena di Jacques Offenbach, diretto da Pere Planella, presso il teatro Lliure di Barcellona (1979)
- Cançó d´amor i de guerra, presso il Gran teatro del Liceudi di Barcellona (1984)
- La tenda dels horrors, diretto da Ricard Reguant, presso il teatro Grec e il teatro Victoria di Barcellona (1984)
- Estan tocant la nostra cançó, diretto da Ricard Reguant, presso il teatro Goya di Barcellona e il teatro Alcalá Palace di Madrid (1990)
- Casem-nos una mica di Stephen Sondheim, diretto da Pere Planella, presso il teatro Villarroel di Barcellona (1993)
- Some enchanted evening, diretto da Josep Pons, presso il teatro Lliure di Barcellona (1993)
- Sueño de una noche de verano di Felix Mendelssohn, diretto da Guillem-Jordi Graells, presso il Palau de la Música di Barcellona (1994)
- T'odio, amor meu di Cole Porter, diretto da Joan-Lluís Bozzo, presso il teatro Victoria-Teatro Nuevo Apolo di Madrid (1995)
- Company di Stephen Sondheim, diretto da Calixto Bieito, presso il teatro Lliure Mercat de les Flors e il teatro nacionale di Barcellona (1997)
- La bella Helena di Jacques Offenbach, diretto da Josep Maria Mestres, presso il teatro Victoria di Barcellona (2001)
- Paradís di Jordi Galcerán e Esteve Miralles i Albert Guinovart, diretto da Josep Maria Mestres, presso il teatro Condal di Barcellona (2006)

## Doppiatori italiani
Nelle versioni in italiano dei suoi film e delle sue serie TV, Pep Anton Muñoz è stato doppiato da:
- Paolo Buglioni[15] in Grand Hotel - Intrighi e passioni[16]

## Riconoscimenti
- Gaudí Awards
  - 2009: Vincitore come Miglior interpretazione di un attore maschile non protagonista per il film Bienvenido a Farewell-Gutmann

- Premi cinematografici della Generalitat di Catalogna
  - 1986: Vincitore come Miglior attore per il film L'home ronyó